# Jardin Vasco de Gama
Le jardin Vasco de Gama (en portugais : Jardim Vasco da Gama) est un jardin public du quartier de Belém à Lisbonne, au Portugal. Il est construit dans les années 1980 et doit son nom au célèbre navigateur portugais Vasco de Gama.
Il se trouve entre Avenida da Índia et Rua Vieira Portuense près du monastère des Hiéronymites. Le jardin s'étend sur 4,2 ha et est équipé de matériel de fitness et d'une aire de jeux pour enfants. 
Dans le jardin se trouve aussi un pavillon thaïlandais offert au Portugal par l'État thaïlandais en reconnaissance des 500 ans de relations entre les deux pays. Il est inauguré en 2012 par la princesse Maha Sirindhorn.

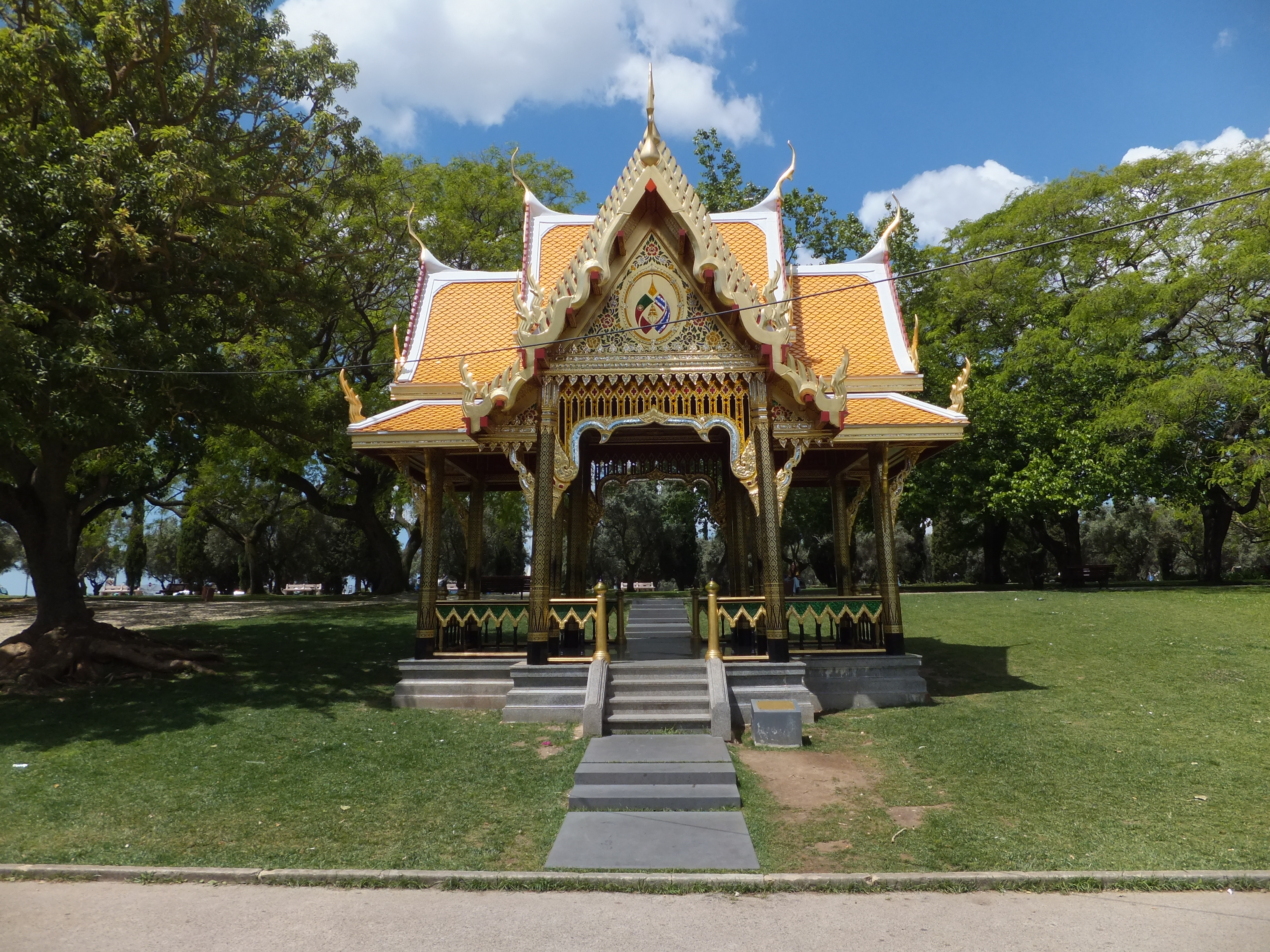
La pavillon thaïlandais